# Ведмедик

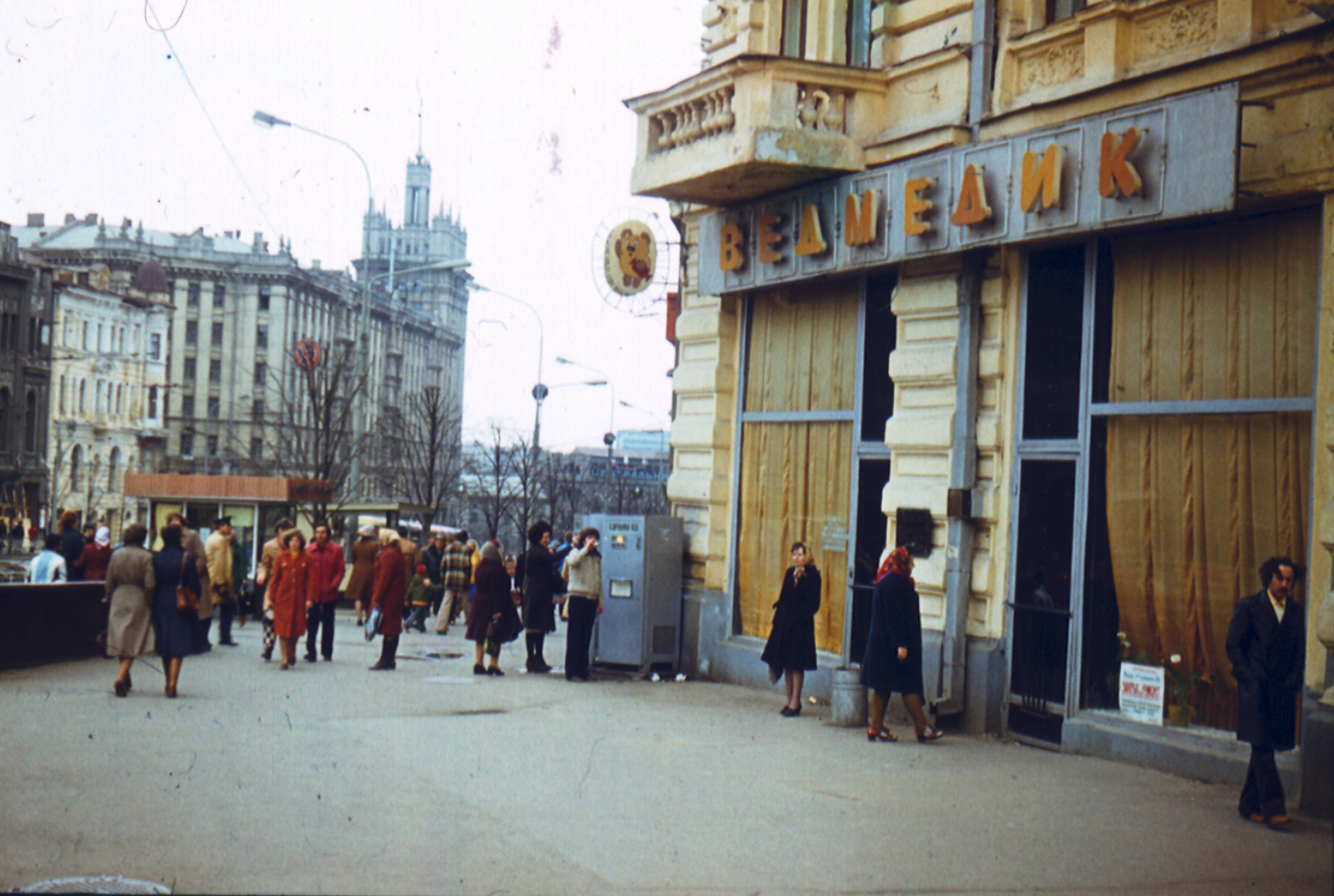
Магазин «Ведмедик», фото 1981 года

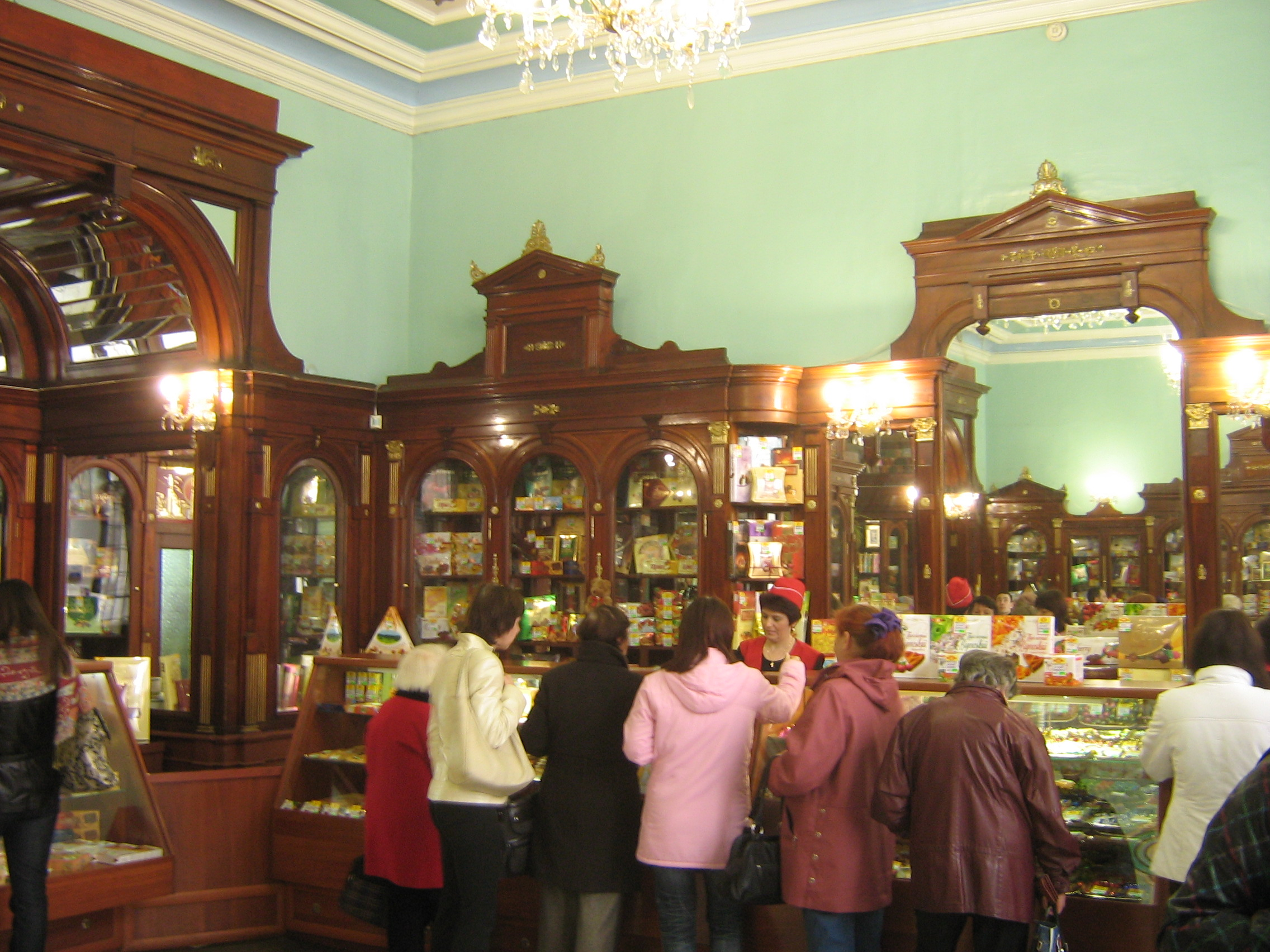
Интерьеры магазина, 2009 год

Ведме́дик (произносится как Вэдмэдык) (на укр. ведмедик — «медвежонок»; иногда Медве́дик) — кондитерский магазин в Харькове. Открыт в 1900 году на Николаевской площади как фирменный магазин розничной торговли Торгового дома Жорж Борман. Название «Ведмедик» получил с 1970-х годов. Расположен в здании Университета искусств имени Котляревского.
Является одним из самых старых однопрофильных магазинов на Украине:54.

## История
Русский предприниматель Георгий Борман в 1896 году основал в Харькове фабрику по производству бисквитов и шоколада общества Жорж Борман (в настоящее время продолжением фабрики является кондитерская фабрика «Харьковчанка»). В ассортименте фабрики преобладала преимущественно недорогая, доступная широкому кругу потребителей продукция: шоколад, шоколадные конфеты, карамель и монпансье в банках, мармелад, различное варенье, бисквиты и пряники:54.
Фирменный магазин розничной торговли:54 Торгового дома Жорж Борман в Харькове был открыт в 1900 году в доходном доме Гладкого на Николаевской площади (современная площадь Конституции, дом 11):91 и по своему интерьеру не уступал красоте столичным дворцам и музеям:54.
Интерьер магазина был оформлен в «елисеевском» стиле магазинов купца Елисеева на улице Тверской и на Невском проспекте. Он был первым в Харькове магазином, освещавшимся электрическим освещением.
Всего в Харькове до 1915 года работало четыре магазина товарищества Жорж Борман, ещё два были позже открыты на улице Рыбной, дом 3 (Кооперативная улица) и улице Екатеринославской, дом 4 (сегодня — Полтавский шлях). Напротив магазина в доходном доме Гладкого в здании Братского дома Успенского собора на той же Николаевской площади работал ещё один, четвёртый магазин, в котором тоже можно было купить продукцию Жорж Борман. В послевоенный период он был преобразован в популярное городское кафе «Восточные сладости», которое закрылось в начале 2000-х годов.
После Великой Отечественной войны магазин носил название «Кондитерськi вироби» («Кондитерские изделия») на площади Тевелева, а его изначальный интерьер был восстановлен. Не позднее 1974 года был переименован в «Ведмедик».
До 2002 года магазин относился к кондитерской фабрике «Харьковчанка» на улице Кацарской, прежде называвшейся фабрикой Жоржа Бормана. С 2002 года магазин «Ведмедик» относится к ЗАО Харьковская бисквитная фабрика.
Включён во многие туристические маршруты города Харькова как историческая достопримечательность.